# Dioni Arroyo Merino
Dioni Arroyo Merino es un escritor español (Valladolid, 1971) de religión bahá'í especializado en literatura de género.

## Biografía
Licenciado en Antropología Social y Cultural y Diplomado en Educación Social, alterna su oficio de escritor con su profesión de funcionario.
Considerado como uno de los máximos exponentes en literatura fantástica de Castilla y León, ha publicado doce novelas hasta la actualidad y su obra aparece en varias antologías editadas por el Fondo Municipal de Cultura del Ayto de Valladolid. Es miembro fundador de Los perros del coloquio, colectivo de escritores con deseos de renovar el panorama literario, y también es padrino de uno de los nueve clubes de animación a la lectura del Ayto. de Valladolid.
Ha cultivado la ciencia ficción con la distopía Metanoia (Éride ediciones, 2012) del que la crítica especializada ha dicho que es un “libro para pensar”, con la que ganó la Quinta Edición del Premio Éride, y el terror gótico con El sabor de tu sangre (Éride ediciones, 2013), una obra de "amor, misterio y suspense", y considerada por la crítica literaria de los responsables culturales del Ayuntamiento de su ciudad, como una de las quince novelas imprescindibles de Valladolid. También se encasilla en el terror Gótica y erótica (Éride ediciones, 2014) o el relato Los ojos del mal, que forma parte del libro antológico Caricias y batallas (Ágora editorial, 2014). Con Los ángeles caídos de la eternidad (Éride ediciones, 2012), busca empatizar con la mentalidad de una pareja de asesinos, fusionando el terror con la novela negra. En el 2013 fue seleccionado por la editorial de Nueva York, Babel books Inc, para adaptar lingüísticamente al español actual el Buscón de Quevedo, publicado en 2014.
Colaborador de Radio Valladolid Cadena Ser y Castilla y León esRadio en programas de fomento de la lectura, también escribe artículos en las revistas digitales Otro mundo es posible.net y Nuevas Opiniones.org, y en EPCYL, El Periódico de Castilla y León. 
Por su profesión ha vivido en muchas ciudades, como Sta Cruz de Tenerife, Jerez de la Frontera, Algeciras, Pontevedra o Santander, y desde finales del 2012, fijó de nuevo su residencia en su ciudad natal.
Ha participado en el Festival Internacional de Literatura de Gibraltar, en noviembre del 2014; dicho Congreso ha estado organizado por la Universidad de Oxford, ofreciendo varias conferencias bilingües sobre "Voces de España" y presentando sus obras.
A finales del 2014, con un nutrido grupo de escritores y aficionados a la literatura de género, creó la Asociación de Castilla y León de Fantasía, Ciencia Ficción y Terror (Kalpa), de la que es presidente.
En 2015, su relato "La oscuridad que apagó mi luz" fue seleccionado para la antología "No voy a poder dormir esta noche", publicado por la editorial colombiana La Semilla Amarilla
En 2016, su relato "El cráter de la locura", ha sido seleccionado para la antología "Renaissance. El ciclo de los nuevos mitos", publicado por Pulpture ediciones, un homenaje a H.P. Lovecraft y los mitos de Cthulhu. 
En 2016 publica su nueva novela "Fractura" en la editorial Apache Libros, reflexionando sobre el fracking y la ecología desde la ciencia ficción.
La antología "2099-C.Rusia y la URSS en la ciencia ficción", publicada por Ediciones Irreverentes, ha contado con su colaboración para el prólogo y la edición literaria.
En noviembre del 2016, durante la Eurocon celebrada en Barcelona, se elige nueva Junta Directiva de laAsociación Española de Fantasía, Ciencia Ficción y Terror, siendo proclamado presidente José Luis del Río Fortich, y Dioni Arroyo, el vicepresidente.
En mayo del 2017, se publica la esperada lista de nominados a los Premios Ignotus, los equivalentes a los Nebula españoles, y su novela "Fractura", ha resultado nominada a tan prestigioso galardón, en la Categoría a Mejor Novela
Sus obras más recientes han sido "Fracasamos al Soñar", primera entrega de sus Crónicas Cibernéticas, en la que se adentra en temas sociales para abordar los dilemas éticos que encierra el transhumanismo y la nueva condición poshumana, la singularidad tecnológica y el advenimiento de una nueva especie, el homo cyborg, una trama de filosofía ficción cyberpunk que ha despertado un cierto interés de la crítica... A finales del 2017, su relato "Trappist es una cruel amante", quedó finalista para la Antología Trappist de Ciencia Ficción. En invierno del 2018 publica "Cuando se extinga la luz", una ucronía steampunk en la que reflexiona sobre la igualdad de género en un pasado alternativo, con prólogo de la escritora norteamericana de origen cubano, Daína Chaviano. En primavera del 2019, recibe el Premio Rosa Chacel al mérito literario. A primeros del 2020 publica "Un Mundo para el Olvido", su segunda entrega de Crónicas Cibernéticas, centrándose en la condición poshumana, la búsqueda de la identidad y la conciencia ecológica. Este título ha sido nominada a los Premios Ignotus 2021 en la categoría mejor novela corta. En el festival Celsius 232 de Avilés del verano del 2020, presenta su novela "El Último de la Fiesta" sobre la IA y su impacto en nuestras vidas. En el otoño del 2022, presenta su ensayo antropológico "El mito del vampirismo" en la clausura del Golemfest, festival de literatura fantástica celebrado en Valencia.
En junio del 2023, durante la celebración del III Encuentro de la Literatura Fantástica y de Ciencia Ficción de la Villa del Libro de Urueña, en el Centro Cultural Miguel Delibes, presenta su novela "Rechazaré todos los mundos", su tercera entrega de las Crónicas Cibernéticas y que lleva un prólogo de la escritora Lola Robles. 
En el 2025 publica "Donde nunca nos encuentren", y el ensayo de prosa poética, Elogio de la escritura.

## Novelas
- 2025 Donde nunca nos encuentren (Apache Libros)[25]
- 2023 Rechazaré todos los mundos (Nou ediciones)[26] Tercera entrega de sus Crónicas Cibernéticas
- 2021 Metanoia (Nou ediciones, reedición revisada y ampliada)[27]
- 2020  El Último de la Fiesta   (Apache Libros)[28]
- 2020 Un Mundo para el Olvido  (Nowevolution ediciones)[29] Segunda entrega de sus Crónicas Cibernéticas
- 2018 Cuando se extinga la luz  (Huso ediciones)[30]
- 2018  La Maquilladora de Cadáveres  (novela corta publicada por Apache Libros)[31]
- 2017 Fracasamos al Soñar (Nowevolution ediciones)[32] Primera entrega de sus  Crónicas Cibernéticas
- 2016 Fractura (Apache Libros,2016)[33]
- 2014 La vida del Buscón llamado Don Pablos. Adaptación a cargo de Dioni Arroyo Merino ( Ed. Babel Books, inc. Estados Unidos, 2014)
- 2014 Gótica y erótica (Éride ediciones, 2014)[34][35]
- 2013 El sabor de tu sangre (Éride ediciones, 2013)[36]
- 2012 Metanoia (Éride ediciones, 2012)[37]
- 2012 Los ángeles caídos de la eternidad (Éride ediciones, 2012)[38]

## Ensayos
- 2022 - El mito del vampirismo. Aproximación antropológica a un arquetipo universal (Apache Libros)[39]

## Poesía
- 2025 - Elogio de la escritura . Editorial P.O.E.M.A.S. , proyecto personal del poeta visual Rafael Marín .[40]

## Relatos
- 2021 - El ritual de los infieles, publicado en el blog El yunque de Hefesto ()
- 2021 - Hielo y Caos, publicado en la antología Clima Futuro (Apache Libros)[41]
- 2021 - Alicia en el país de lo inesperado publicado en la antología ¿Y si lo contamos steampunk? (Apache Libros)[42]
- 2021 - La llamada, relato seleccionado y publicado en la antología Quasar Steampunk (Nowevolution ediciones[43]
- 2018 - Las algas del olvido, publicado en la antología El futuro es bosque. Antología de ficción climática (Apache Libros)[44]
- 2017 - Trappist es una cruel amante, relato finalista de la antología Trappist. 1ª Antología de Ciencia Ficción (Fussion Editorial)[21]
- 2017 - Amarga Primavera, publicado en la antología El Futuro es Ahora (James Crawford Publishing)[45]
- 2017 - Segunda Oportunidad, publicado en la antología  Quasar II. Antología CiFi (Nowevolution ediciones)[46]
- 2017 - Slasher, la fría cuchillada que nos amenaza. Slasher en la literatura , ensayo publicado en  El slasher por partes (IG ediciones.2017)[47]
- 2017 - Muertes que no se olvidan, publicado en la antología Pucela Negra y Criminal (M.A.R. editor)[48]
- 2017 - La Cueva de Salamanca, publicado en la antología Leyendas y Mitos de nuestra tierra (Suseya Ediciones)[49]
- 2016 - La Maldición del Pentagrama, publicado en la antología Kalpa'16.Ecos de Bécquer (Suseya Ediciones)[50]
- 2016 - Ojos, publicado en la antología Sucesos Extraños (Apache Libros)[51]
- 2016 - Una Nueva Esperanza, publicado en 2099-C. Rusia y la URSS en la Ciencia Ficción (Ediciones Irreverentes)[52]
- 2016 - Proyecto Prometeo, publicado en  Valladolid. Antología de relatos (M.A.R. editor-2016)[53]
- 2016 - Berenice, Berenice, publicado en Subway IV.Homenaje a Poe (Playa de Ákaba ediciones. 2016)[54]
- 2016 - El Género Zombi: tendencias en la literatura y en el cine, ensayo publicado en Todo el cine zombi (IG ediciones.2016)[55]
- 2016 - El cráter de la locura, publicado en Renaissance. El ciclo de los nuevos mitos (Pulpture ediciones. 2016)[15]
- 2015 - La oscuridad que apagó mi luz, publicado en No voy a poder dormir esta noche (Editorial La Semilla Amarilla, Colombia.2015).[14]
- 2015 - La danza de los caídos, publicado en Kalpa 2015.Antología de Fantasía, Ciencia Ficción y Terror (Éride ediciones,2015).[56]
- 2015 - Oficio de escritor, ideal para masoquistas, ensayo publicado en Cómo ser escritor y no morir en el intento (Éride ediciones, 2015).[57]
- 2014 – Los ojos del mal, publicado en Caricias y Batallas (Ágora editorial, 2014).[58] Autores: Los perros del coloquio; Jorge David Alonso Curiel, Dioni Arroyo Merino, Mayra Estévez García, Juan Martín Salamanca, Amparo Paniagua Muñoz, Doc Pastor, Mercedes Pastor Segovia, David Ramiro Rueda, Gloria Rivas Muriel y Santiago Zurita Manrique.

## Premios
- 2023 - Nominación al Premio Ignotus en la Categoría Mejor Ensayo por El Mito del Vampirismo[59]
- 2021 - Nominación al Premio Ignotus en la Categoría Mejor Novela Corta por Un mundo para el olvido[60]
- 2019 - Mención de Honor Rosa Chacel por su trayectoria literaria, proyección nacional y aportación al género.[61]
- 2017 - Nominación al Premio Ignotus en la Categoría Mejor Novela, por Fractura[19]
- 2013 – Premio Éride V edición por las novelas Metanoia y Los ángeles caídos de la eternidad[62]
- 2013 – Premio Tardis de novela interactiva de Ediciones MUKEI, por el relato El protocolo